# Break the Blue!!/never-ending!!
「Break the Blue!!/never-ending!!」（ブレイク・ザ・ブルー／ネバー・エンディング）は、Run Girls, Run!の4枚目のシングル。2019年2月6日にDIVE II entertainmentから発売された。規格品番はCD+Blu-ray盤がEYCA-12225/B、CD盤がEYCA-12226。

## 概要
ユニット初の両A面シングル。『Break the Blue!!』がメンバーの森嶋優花がメインキャストのグリペン役で出演したテレビアニメ『ガーリー・エアフォース』のオープニング主題歌、『never-ending!!』がメンバー全員がメインキャストを担当している『キラッとプリ☆チャン』の第4クールのテレビアニメの主題歌である。物理媒体の商品仕様としてはこれまで同様、映像ディスクの有無で2形態があるが、本シングルより映像ディスクはDVDからBlu-rayになった。

## 解説

### Break the Blue!!
『Break the Blue!!』は、テレビアニメ『ガーリー・エアフォース』のオープニングテーマとして2019年1月10日から使用された。『ガーリー・エアフォース』ではオープニングだけでなく、劇伴やエンディングテーマなども含めた音楽をI've Soundが担当している。
『ガーリー・エアフォース』においてメインヒロインのグリペンの声を森嶋優花が担当することは2018年8月9日に発表され、同日、2018年10月7日に「電撃文庫25周年記念 秋の電撃祭」というイベントにおいて『ガーリー・エアフォース』のステージイベントが開催されることが発表となった。その電撃祭においてオープニングテーマをRun Girls, Run!が担当することが発表され、イベント冒頭からキャストとして登壇していた森嶋優花だけでなく、サプライズで林鼓子や厚木那奈美を含めたRun Girls, Run!全員が登場し、『Break the Blue!!』をライブにてフルコーラスを初披露した。この模様はニコニコ生放送、Periscope、YouTube Liveにてライブパート込みで生配信された。
本CDの発売日はRun Girls, Run!の1st LIVE TOURの千秋楽において2019年2月6日であると告知されたが、『ガーリー・エアフォース』の第1話の放送開始日である2019年1月10日には、本楽曲のフルバージョンの先行配信が複数の音楽配信サービスにてスタートした。
レコーディング時にはアニメ本編のアフレコは開始されており、メインとなる森嶋は作品の世界観をも込めて歌っている。

#### ミュージックビデオ
『Break the Blue!!』のミュージックビデオのフルバージョンはCD+Blu-ray盤や音楽配信サービス、動画配信サイトにて提供されている。YouTubeでも2019年1月1日にショートバージョンが無料で、フルバージョンがYouTube Premiumで公開されていたが、その後、フルバージョンも無料公開となった。
ミュージックビデオは『ガーリー・エアフォース』の舞台でもある航空自衛隊小松基地で撮影された。また、撮影風景のオフショット映像がCD+Blu-ray盤のBlu-rayに収録されている。ダンスシーンの撮影時の様子についてはミュージックビデオのショートバージョンが公開された2019年1月1日にTikTokにて同時に公開され、さらに、TikTokでは秒数制限でカットされた冒頭を含めた映像が本シングルの発売日にTwitterにて公開された。

### never-ending!!
『never-ending!!』は『キラッとプリ☆チャン』の第4クールのオープニングテーマで、第1シーズンの締めくくりと、次のシーズンへのつないでいくような楽曲となっている。また、Run Girls, Run!自身の歌にもなっている。
本楽曲が『キラッとプリ☆チャン』の第4クールのオープニングテーマとなることは、2018年12月2日に告知された。
『プリパラ』など、プリティーシリーズに楽曲を提供してきたSUPA LOVEの宮崎まゆが作詞・作曲を担当。同様にプリティーシリーズに関わってきた賀佐泰洋が編曲を担当しているが、『キラッとプリ☆チャン』では青葉りんか(CV:厚木那奈美)のキャラクターソング『キラリ覚醒☆リインカーネーション』の編曲も行っている。
『never-ending!!』は原作となるアーケードゲームで使用されていない。
ライブでは2019年8月4日に開催されたRun Girls, Run!の2周年記念ライブ「Run Girls, Run! 2nd Anniversary LIVE 1.2.3ジャンプ!!!」で初披露された。

## プロモーション
リリースイベントは2019年2月に東京と大阪にて開催された。各都市では1会場でミニライブも開催された。
また、2018年12月には、本CDの予約者対象にクリスマスイベントも開催されている。
2019年1月にはラジオ番組『Run Girls, Radio!!』の公開録音が開催されたが、参加申込は本CDの予約が必要とされた。
2019年3月には『ANIMAX MUSIX 2019 OSAKA』のクラウドファンディングへの感謝イベントも開催されたが、これも本CDの購入者が対象だった。

## シングル収録内容
| #         | タイトル                           | 作詞                | 作曲                | 編曲                | 時間  |
| --------- | ---------------------------------- | ------------------- | ------------------- | ------------------- | ----- |
| 1.        | 「Break the Blue!!」               | RINA                | 高瀬一矢            | 高瀬一矢            | 3:37  |
| 2.        | 「never-ending!!」                 | 宮崎まゆ(SUPA LOVE} | 宮崎まゆ(SUPA LOVE) | 賀佐泰洋(SUPA LOVE) | 4:03  |
| 3.        | 「Break the Blue!!」(Instrumental) |                     |                     |                     | 3:36  |
| 4.        | 「never-ending!!」(Instrumental)   |                     |                     |                     | 4:02  |
| 合計時間: | 合計時間:                          | 合計時間:           | 合計時間:           | 合計時間:           | 15:18 |

| #         | タイトル                           | 作詞  | 作曲・編曲 | 時間 |
| --------- | ---------------------------------- | ----- | ---------- | ---- |
| 1.        | 「Break the Blue!!」(Music Video)  |       |            | 3:51 |
| 2.        | 「Break the Blue!!」(Making Video) |       |            | 9:10 |
| 合計時間: | 合計時間:                          | 13:01 |            |      |

## 他収録CD
Break the Blue!!
- Run Girls, World!（2020年）CD+Blu-ray盤にはミュージック・ビデオも収録

never-ending!!
- キラッとプリ☆チャン♪ミュージックコレクション（2019年）TV size版を収録。DX版にはTVアニメ『キラッとプリ☆チャン』でのノンテロップオープニング映像も収録
- Run Girls, World!（2020年）

## カバー
- RINA - 『Break the Blue!!』の作詞者であるRINAによるセルフカバー、『Break the Blue!! -Super Mirage mix-』が自身の1stアルバム『PRISMATICA』に収録されている。